# Dacryodes camerunensis
Espèce
Dacryodes camerunensis Onana est une espèce d'arbres tropicaux de la famille des Burseraceae, présent en Afrique centrale, au Cameroun, au Gabon et en République du Congo. Elle a longtemps été confondue avec Dacryodes klaineana du fait de la similitude de leurs inflorescences.

## Description
C'est un arbre atteignant 45 m de hauteur, avec un diamètre d'environ 65 cm.

## Habitat et distribution
On le trouve dans la forêt équatoriale primaire et secondaire, souvent sur des rives de cours d'eau inondables, à une altitude comprise entre 400 et 550 m.
Dacryodes camerunensis a été observé sur sept sites différents dans des zones disjointes, au Cameroun (au sud d'Ebolowa et à Nkoemvone), au Gabon, (Lastoursville, Mbolzore, Oyem, Oveng) et en République du Congo (près de Brazzaville).

## Écologie
L'espèce semble peu connue des populations : aucun nom local n'a été identifié. Généralement présente dans des zones non protégées, elle est vulnérable, menacée notamment par la déforestation liée à l'agriculture.